# Comuna Orlat, Sibiu
Orlat (în germană Winsberg) este o comună în județul Sibiu, Transilvania, România, formată numai din satul de reședință cu același nume.

## Demografie
Componența etnică a comunei Orlat
     Români (90,86%)
     Alte etnii (1,05%)
     Necunoscută (8,1%)
Componența confesională a comunei Orlat
     Ortodocși (88,29%)
     Alte religii (2,9%)
     Necunoscută (8,81%)
Conform recensământului efectuat în 2021, populația comunei Orlat se ridică la 2.964 de locuitori, în scădere față de recensământul anterior din 2011, când fuseseră înregistrați 3.205 locuitori. Majoritatea locuitorilor sunt români (90,86%), iar pentru 8,1% nu se cunoaște apartenența etnică. Din punct de vedere confesional, majoritatea locuitorilor sunt ortodocși (88,29%), iar pentru 8,81% nu se cunoaște apartenența confesională.

## Politică și administrație
Comuna Orlat este administrată de un primar și un consiliu local compus din 13 consilieri. Primarul, Gheorghe Pop[*], de la Alianța Dreapta Unită, este în funcție din 1 noiembrie 2024. Începând cu alegerile locale din 2024, consiliul local are următoarea componență pe partide politice:
|  | Partid                          | Consilieri | Componența Consiliului | Componența Consiliului | Componența Consiliului | Componența Consiliului |
|  | ------------------------------- | ---------- | ---------------------- | ---------------------- | ---------------------- | ---------------------- |
|  | Partidul Național Liberal       | 4          |                        |                        |                        |                        |
|  | Alianța Dreapta Unită           | 4          |                        |                        |                        |                        |
|  | Alianța pentru Unirea Românilor | 4          |                        |                        |                        |                        |
|  | Partidul Social Democrat        | 1          |                        |                        |                        |                        |

## Monumente
- Biserica „Sfântul Nicolae”
- Biserica Greco-Catolică „Sfânta Maria”
- Mănăstirea Ortodoxă din Orlat
- Muzeul de etnografie și folclor din Orlat
- Monumentul eroilor

## Personalități născute aici
- Julius Bielz (1884 - 1958), jurist, specialist în istoria artei și etnografie.

## Primarii comunei
- 1996[7] - 2000 - Vulcu Elena, Independent
- 2000[8] - 2004 - Pop Petru, de la PD
- 2004[9] - 2008 - Gâță Aurel, de la PD
- 2008[10] - 2012 - Gâță Aurel, de la PDL
- 2012[11] - 2016 - Gâță Aurel, de la PDL
- 2016[12] - 2020 - Gâță Aurel, de la PNL

## Imagini

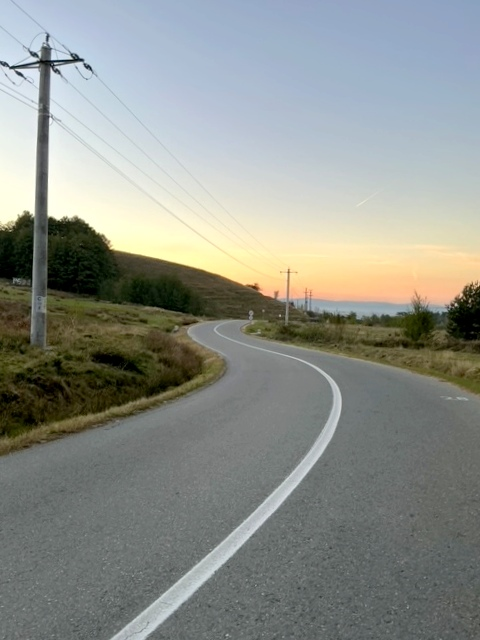
Drumul Poplaca-Orlat
Intrarea în comună
Biserica Sfântul Nicolae (monument istoric)
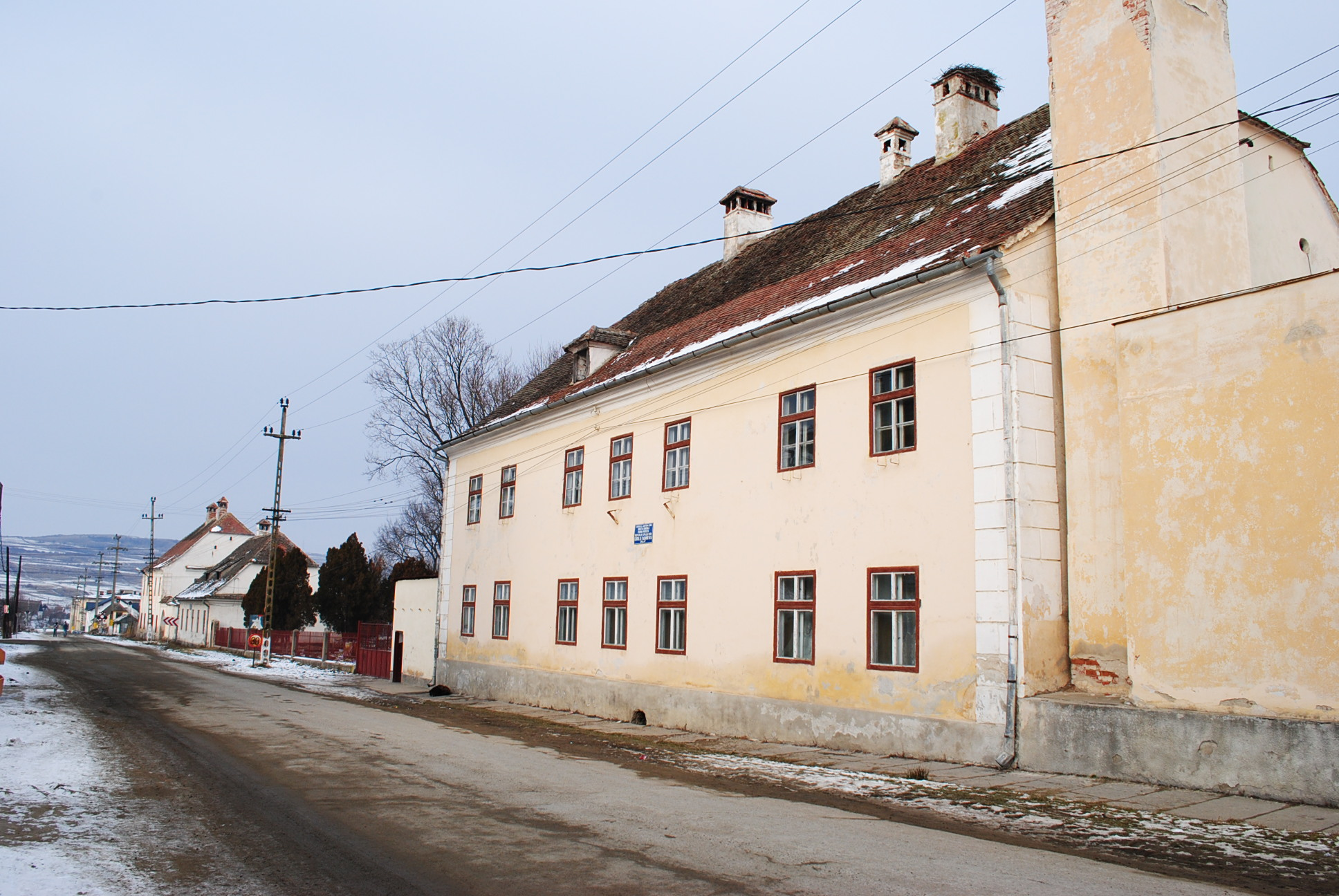
Fostul sediu al Regimentului grăniceresc (monument istoric)
Monumente funerare ale soldaților căzuți pe frontul din Galiția